# René Thom
René Frédéric Thom (Montbéliard, 2 september 1923 – Bures-sur-Yvette, 25 oktober 2002) was een Frans wiskundige. Hij werd bekend als topoloog. Later werkte hij aan aspecten van wat men wel de singulariteitstheorie noemt. Hij werd zowel binnen de academische gemeenschap als ook onder het opgeleide deel van het grote publiek wereldberoemd vanwege een aspect van deze singulariteitstheorie, namelijk zijn werk als grondlegger van de catastrofetheorie, die later verder werd ontwikkeld door Erik Christopher Zeeman. In 1958 ontving hij de Fields-medaille en in 1970 de Brouwermedaille. In 1983 kreeg Thom een eredoctoraat van de Katholieke Universiteit Nijmegen.